# Olivia de Havilland
Quý bà Olivia Mary de Havilland DBE (/də ˈhævɪlənd/; 1 tháng 7 năm 1916 – 26 tháng 7 năm 2020) là một nữ diễn viên người Mỹ gốc Anh. Bà đã đóng tổng cộng 49 phim truyện điện ảnh, và là một trong những diễn viên hàng đầu trong thời đại của mình. Tính tới thời điểm qua đời vào năm 2020 ở tuổi 104, bà được coi là ngôi sao điện ảnh lớn còn sống cuối cùng đến từ Kỷ nguyên Vàng của Hollywood. Em gái của bà là nữ diễn viên đoạt giải Oscar Joan Fontaine.
De Havilland bắt đầu trở nên nổi tiếng sau những vai diễn cặp đôi màn ảnh với Errol Flynn trong những bộ phim thuộc thể loại phiêu lưu Captain Blood (1935) và The Adventures of Robin Hood (1938). Một trong những vai diễn nổi tiếng nhất của bà là Melanie Hamilton trong Cuốn theo chiều gió (1939), và nhờ vai diễn này mà bà đã nhận được 5 đề cử Oscar. Sau những vai diễn ingénue trước đó, de Havilland đã bắt đầu thay đổi ở thập niên 1940 và đã có những màn thể hiện đáng nhớ trong những bộ phim Hold Back the Dawn (1941), To Each His Own (1946), The Snake Pit (1948), và The Heiress (bà đều nhận được đề cử Oscar cho hạng mục Nữ diễn viên xuất sắc nhất với mỗi bộ phim, và đã thắng giải nhờ phim To Each His Own và The Heiress). Bà cũng đã khá thành công với mảng sân khấu và truyền hình. De Havilland bắt đầu sống ở Paris từ thập niên 1950 và nhận được những huân chương như là Huy chương Nghệ thuật Quốc gia, Bắc Đẩu Bội tinh, và danh hiệu Quý bà Đế quốc Anh ở tuổi 101.
Ngoài sự nghiệp điện ảnh, de Havilland còn lấn sân sang mảng sân khấu, với ba lần diễn kịch ở Broadway (với vở kịch Romeo và Juliet (1951), Candida (1952), và A Gift of Time (1962)). Bà cũng có diễn xuất ở mảng truyền hình, xuất hiện trong những chương trình ngắn tập khá thành công như Roots: The Next Generations (1979) và Anastasia: The Mystery of Anna (1986), và chương trình ngắn tập thứ hai đã mang về cho bà một đề cử cho Giải Primetime Emmy và một Giải Quả cầu vàng. Trong sự nghiệp điện ảnh của mình, de Havilland cũng đã nhận được hai Giải thưởng của Hiệp hội phê bình phim New York, một Giải NBRMP cho nữ diễn viên chính xuất sắc nhất, và Cúp Volpi của Liên hoan phim Venezia. Với những đóng góp của mình cho nền công nghiệp điện ảnh, bà đã nhận được một ngôi sao trên Đại lộ Danh vọng Hollywood. Bà và em gái vẫn là cặp anh/chị em duy nhất cùng nhận được Giải Oscar.